# 班智达系列软件
“班智达”系列软件包括《班智达汉藏翻译系统》（汉藏科技翻译系统和汉藏公文翻译系统）、《班智达汉藏英互译电子词典》以及一套包括《班智达藏文输入法》的藏文平台。

## 作者

### 德盖才让
德盖才让，汉名陈玉忠。

### 李延福
李延福（藏文转写：ལི་ཡན་ཧྥོའུ།；1938.1~今）又名拉莫加（藏語：ལྷ་མོ་རྒྱལ།，藏语拼音：Lhamogyai，或译拉莫杰），青海大通县人，藏族信息技术专家、物理学教师。主持过多个国家863计划。被录入中共中央统战部组织编写的《当代中国少数民族名人录》。

#### 简历
- 1957年9月入兰州大学物理系学习
- 1974年11月至今在青海师范大学从事教学、科研、管理工作。

##### 职位
- 历任青海师范大学民族部副主任、副校长[2]
- 青海省科学技术协会副主席
- 青海省藏语术语标准化审定委员会副主任委员

#### 著作
- 《固体物理学》[3]
- 《藏文简易拼音读本》（安多音）[3][2]
- 《中国藏族地区科技发展与现状》[3]
- 《藏族教育的改革与发展》[3]
- 《科技藏文翻译》[3]
- 《汉藏英对照物理学词汇》[3]

## 使用者
班智达藏文输入法在微软藏文键盘出现之前，一直是国内最受欢迎的藏文输入法。直至今天，在搜索引擎检索“藏文输入法”的结果中，班智达藏文输入法与微软的藏文键盘（通称“喜马拉雅藏文输入法”）仍然不相上下。